# Nephrodium pennigerum
Nephrodium pennigerum là một loài thực vật có mạch trong họ Dryopteridaceae. Loài này được (G. Forst.) Desv. miêu tả khoa học đầu tiên năm 1827.